# Église Sainte-Foy de Molompize
Pour les articles homonymes, voir église Sainte-Foy.
L'église Sainte-Foy est une église située en France sur la commune de Molompize (Cantal), en région Auvergne-Rhône-Alpes.

## Historique
L’église a été fondée par les moines bénédictins de Conques, qui y établirent un prieuré. L’édifice roman d’origine a été en grande partie remanié. La nef et les chapelles latérales datent de 1840. Le clocher, démoli avant 1838, a été reconstruit vers 1858 avec des moyens limités, ce qui a conduit à une simplification du projet initial de l’architecte Magne.

### Protection
L'église est inscrite au titre des monuments historiques par arrêté du 28 décembre 2006.

## Description
L’église primitive comprenait une nef centrale en plein cintre, flanquée de bas-côtés en quart de cercle, et un chœur carré voûté en berceau, terminé par une abside circulaire et deux absidioles. De cet ensemble roman, seul le chœur subsiste. Le clocher reconstruit se termine par une balustrade en brique et un toit à faible pente.